# You Can Make Me Dance, Sing or Anything (Even Take the Dog for a Walk, Mend a Fuse, Fold Away the Ironing Board, or Any Other Domestic Shortcomings)
You Can Make Me Dance, Sing or Anything (Even Take the Dog for a Walk, Mend a Fuse, Fold Away the Ironing Board, or Any Other Domestic Shortcomings) was de laatste officiële single van de Britse rockband The Faces. Het nummer verscheen op hun Greatest Hits-album Snakes and Ladders.
Het nummer werd uitgebracht onder de artiestennaam Rod Stewart and the Faces. In december 1974 bereikte het nummer de twaalfde positie van de UK Singles Chart. Het nummer houdt het record voor hitgenoteerde single met de langste titel ooit in het Verenigd Koninkrijk.

## Hitlijst
| Hitlijst (1974)  | Hoogste positie |
| ---------------- | --------------- |
| UK Singles Chart | 12              |